# غاري كيندال
غاري كيندال هو مغني كندي، ولد في 1947.

## وصلات خارجية
- الموقع الرسمي
- غاري كيندال على موقع ميوزك برينز (الإنجليزية)
- غاري كيندال على موقع ديسكوغز (الإنجليزية)